# Alfred Chalk
Alfred Ernest Chalk (Plaistow, 27 novembre 1874 – Bridge, 25 giugno 1954) è stato un calciatore inglese.
Partecipò ai Giochi olimpici di Parigi 1900, con l'Upton Park, nel torneo calcistico, riuscendo a vincere la medaglia d'oro.